# スイムランIN多伎
スイムランIN多伎（たき）は、島根県出雲市多伎地域で開催されるスイムランの陸上競技大会である。「スイムラン」はトライアスロンのうちスイム種目とランニング種目のみでバイク種目のないものである。

## 大会運営
- スイムラン実行委員会（主催）
- 出雲市（後援）
- 島根県トライアスロン協会（協力）

## キッズ＆ジュニアスイムラン多伎
「スイムランIN多伎」に併せて開催されている小中学生を対象とする大会。

## メディア
「スイムランin多伎」は前夜祭や開会式などの様子を含めて山陰放送によって中継録画で放送される。